# Péninsule Mitre
Pour les articles homonymes, voir Mitre (homonymie).
La péninsule Mitre (en espagnol : península Mitre) est une péninsule située à l'extrémité orientale dans la partie argentine de la grande île de la Terre de Feu, en Patagonie argentine. Administrativement, elle se trouve dans  département d'Ushuaïa dans la province de Terre de Feu, Antarctique et Îles de l'Atlantique Sud. La péninsule a été nommée par l'explorateur Julio Popper en l'honneur de Bartolomé Mitre.

## Géographie
Son point le plus à l'est est le cap San Diego qui donne sur le détroit Le Maire qui sépare la péninsule Mitre de l'île des États. La péninsule est bordée par le canal Beagle au sud, par le détroit de Le Maire au sud-est, et par la mer d'Argentine au nord-est. Au sud de la péninsule, à l'endroit où les eaux du détroit de Le Maire se confondent avec celles du canal Beagle, plusieurs baies s'enfoncent dans les terres (d'est en ouest) : la baie Valentin, la baie Aguirre et la baie Sloggett notamment.
La péninsule Mitre a une superficie de 4 000 km2. Le sommet le plus haut est le Cerro Campana avec 1 026 mètres au sud des monts Negros. 
Les seuls habitants de la péninsule occupent quelques estancias comme l'estancia Policarpo située sur la côte au nord près de la rivière Policarpo, l'estancia Bahía Aguirre, au sud-ouest, l'estancia Bahía Sloggett, à l'ouest et l'estancia Puerto Rancho, à l'est près du point le plus austral de l'Argentine, le cap San Pio.